# Cymothoe normalis
Cymothoe normalis är en fjärilsart som beskrevs av Frans G.Overlaet 1952. Cymothoe normalis ingår i släktet Cymothoe och familjen praktfjärilar. Inga underarter finns listade i Catalogue of Life.